# Мамсуров, Юрий Георгиевич
Мамсуров Юрий Георгиевич (25 декабря 1918, Владикавказ — 5 февраля 2004, Москва) — советский военный и государственный деятель, генерал-полковник-инженер (18.11.1971, с 1984 – генерал-полковник авиации).

## Биография

### Ранние годы
Юрий Мамсуров родился 25 декабря 1918 года в городе Орджоникидзе в осетинской крестьянской семье. Учился в городской школе № 3. В 1931 году с семьёй переехал в Сталинабад Таджикской ССР, там окончил среднюю школу в 1936 году. В том же году поступил в Ленинградский институт инженеров Гражданского воздушного флота. Одновременно занимался парашютным спортом и работал инструктором в аэроклубе.

### Военная служба
В конце 1939 года (15 декабря) был принят добровольцем в Красную Армию. Участвовал в советско-финской войне. Командовал отделением стрелкового лыжного батальона.
В том же 1940 году был переведён из института на инженерный факультет Ленинградской Военно-воздушной инженерной академии Красной Армии. Окончил её в 1941 году с присвоением воинского звания  воентехник 1-го ранга. По её окончании был направлен в Военную инженерную академию имени профессора Н. Е. Жуковского, ускоренный курс которой окончил в 1942 году.
Участник Великой Отечественной войны с 1942 по 1945 год. Начал службу инженером эскадрильи. В феврале 1944 года был инженером отдела эксплуатации 3-й воздушной армии, а позднее — инженером по штурмовой авиации инженерно-авиационной службы этой же армии. Воевал на Калининском и 1-м Прибалтийском фронтах.
После войны продолжал службу в авиации инженером в управлении 1-й воздушной армии Дальней авиации. С марта 1950 года – инженер авиационного полка в Брянской области. С 1952 года участвовал в испытаниях элементов ракетно-ядерного оружия, затем был заместителем командира воинской части по научной работе и испытаниям. С 1955 года — старший инженер — заместитель командира 160-й тяжелой бомбардировочной авиационной дивизии по инженерно-авиационной службе (первая советская дивизия на стратегических бомбардировщиках Ту-95. Позднее служил главным инженером 57-й воздушной армии и заместитель командующего Дальней авиации по инженерно-авиационной службе.

### Работа в гражданской авиации
С мая 1973 года служил в гражданской авиации в должности заместителя министра гражданской авиации СССР по эксплуатации и ремонту авиационной техники. Сделал вклад в освоение в эксплуатации широкофюзеляжного самолёта Ил-86 и ближнемагистрального Як-42, сверхзвукового пассажирского самолёта Ту-144, в развитие производственно-технической базы инженерно-авиационной службы и ремонтных заводов. В 1980 году был уволен в запас.
С 1984 года работал начальником Академии гражданской авиации СССР в Пулково, одновременно заведовал кафедрой организации производства в этой академии. Позднее был назначен директором опытного завода гражданской авиации.
Кандидат технических наук.

### Семья
Мамсуров был женат, в семье были две дочери и сын.

### Смерть
Юрий Георгиевич Мамсуров последние годы жил в Москве. Он умер 4 февраля 2004 года, похоронен на московском Троекуровском кладбище.

## Награды
- Орден Ленина[1]
- Орден Красного Знамени[1]
- ордена Отечественной войны 2-й степени[1]
- Три ордена Красной Звезды[1]
- Лауреат Государственной премии СССР[4]